# Tinus sikkimus
Tinus sikkimus là một loài nhện trong họ Pisauridae.
Loài này thuộc chi Tinus. Tinus sikkimus được Benoy Krishna Tikader miêu tả năm 1970.